# 内化
内化在不同的领域有不同的含义，与外化相对。

## 一般含义
一般上，当涉及道德行为时，内化是巩固和植入某人信念、态度和价值的长期过程，而这一过程的实现牵扯到精神分析或行为方法的慎重使用。
当改变道德行为时，一组新的信念、态度和价值代替或适应於所希望的行为，这时某人就会是“被内化的”。例如，这样的内化可能会发生在下述的改教中。
内化常与学习（例如学习思想或技能）联系在一起，并且会利用学习来完成内化，因而在教育、学习、训练以及商业和管理思维中也能找到内化这一概念的共通应用。

## 心理学与社会学
在心理学与社会学这类科学中，内化是接受一组由人们或团体建立的行为准则的接受过程，而这些人或团体能对个人产生影响。这种过程以学习行为准则的内容开始，然後个人会经历理解这套准则为什么有价值或有意义的过程，直到他们最终接受这套准则，作为自己的观点为止，过程才结束。
角色模型也有助於理解这一概念。若被个体尊重的某个人看似认同某一套特定的行为准则，则这一个体更容易内化这些准则。这一过程称为认同。
在弗洛伊德心理学中，内化是内投作用的心理过程的概念之一，而内投是一种心理防卫机制。 
在发展心理学中，内化是社会互动成为儿童心理机能的一部分所需要经历的过程，换言之，儿童在经历与他人的互动後，他（她）们会与自己进行相同的互动，一般而言会使这一互动成为他（她）们对於与他人互动的理解的一部分。当儿童一再经历类似的互动，他（她）们就会缓慢地理解和思考互动，在对於互动的理解上达到更高的、抽象的层次。利维·维谷斯基认为概念、语言、有意注意和记忆是通过社会互动获得的文化工具。

## 生物学
在生物学这类科学中，内化对应的是内吞作用，指的是身体对已经死亡、损伤或是破坏的神经元、感受器、运载体等细胞的相关结构的处理。在这一过程中，身体会回收这些死亡或突变的细胞并吸收它们的能量，以创造出新的细胞。

## 经济学
在经济学中，内化可以指多个概念。“当你下单购买或卖出存货时，你的经纪人已经选择了何时执行你的订单。经纪人不会将订单路由到市场上或做市商那里执行，而是会从公司自身的库存中供应你的订货——这一过程成为‘内化’（公司内成交）。你的经纪人的公司通过差价赚钱，这一差价是购买价格和销售价格的差额。”关於与此相关的交易执行问题，参见订单流付款。